# Distúrbios em Quinxassa em janeiro de 2025
Os distúrbios em Quinxassa em janeiro de 2025 são uma série de manifestações violentas que ocorreram em 28 de janeiro de 2025 em Quinxassa, a capital da República Democrática do Congo (ou Congo-Quinxassa). Várias missões diplomáticas estrangeiras, incluindo as embaixadas dos Estados Unidos, França, Países Baixos, Bélgica, Ruanda, Quênia e Uganda, tornaram-se alvos de agitação civil, pois os manifestantes expressaram sua oposição à inação internacional percebida em relação aos avanços dos rebeldes do M23 no leste quinxassa-congolês e em Goma.

## Contexto
Um conflito começou entre o Congo-Quinxassa e Ruanda em 2022 depois que forças ruandesas entraram no país para fornecer apoio militar ao grupo rebelde Movimento 23 de Março (M23), incluindo lutar ao lado deles contra os militares quinxassa-congoleses (FARDC) e milícias pró-governo.
A crise está relacionada a uma ofensiva que começou em março de 2022 pelo M23, que o Congo-Quinxassa, a Organização das Nações Unidas (ONU), os Estados Unidos e outros países ocidentais acusam Ruanda de não apenas apoiar, mas também lutar ativamente. Ruanda e o M23 também acusaram a RDC de trabalhar em conjunto com as Forças Democráticas para a Libertação de Ruanda (FDLR), um grupo paramilitar étnico hutu que participou do Genocídio de Ruanda. Tanto o Congo-Quinxassa quanto Ruanda negam apoiar as FDLR e o M23, respectivamente, contrariamente às investigações e relatórios que confirmam as alegações de ambos os lados. Burundi, que acusou Ruanda de orquestrar uma tentativa de golpe em 2015, enviou tropas para ajudar a RDC contra a ofensiva do M23.
A missão de manutenção da paz da MONUSCO sustentou que não está envolvida no conflito, além de seu papel na defesa da região de militantes, mas foi acusada por Ruanda de tomar partido devido à sua cooperação com as forças armadas quinxassa-congolesas. Enquanto isso, o governo quinxassa-congolês pediu às forças de paz da MONUSCO que deixassem o Congo-Quinxassa devido a uma "falha em proteger civis de grupos armados".
Houve dois esforços de negociações de paz organizados entre o Congo-Quinxassa e Ruanda: um sediado pelo Quênia em 2022, que falhou, e outro sediado por Angola em 2024, o último levando a um acordo de cessar-fogo em agosto de 2024. Os combates entre as forças quinxassa-congolesas e os rebeldes do M23 apoiados por Ruanda foram retomados em outubro de 2024 após terem desacelerado e se intensificado no final do ano. As negociações planeadas entre o presidente ruandês Paul Kagame e o presidente quinxassa-congolês Félix Tshisekedi em Dezembro foram canceladas devido a desacordos sobre as condições prévias.
Durante janeiro de 2025, os rebeldes realizaram uma ofensiva bem-sucedida em Goma, a capital da província quinxassa-congolesa de Quivu do Norte, deslocando mais de 400.000 pessoas e fazendo com que o Congo-Quinxassa cortasse seus laços diplomáticos com Ruanda. O governo quinxassa-congolês chamou o apoio militar ruandês aos rebeldes de uma "declaração de guerra". A queda de Goma após vários dias de luta no final de janeiro foi a maior escalada da Guerra do Quivu desde que o M23 ocupou a cidade pela primeira vez em 2012.

## Protestos e tumultos
O avanço das forças do M23 em Goma, a capital do Quivu do Norte e um importante centro regional com uma população de dois milhões de habitantes, provocou uma intensa indignação pública em Quinxassa, particularmente dirigida a nações consideradas como incapazes de intervir no conflito. Os protestos realizados realçaram as tensões crescentes sobre a resposta da comunidade internacional ao conflito no leste do Congo-Quinxassa, com os manifestantes exigindo especificamente o aumento da pressão sobre o Ruanda relativamente ao seu suposto apoio aos rebeldes do M23. A ira foi expressa em relação à hipocrisia percebida das nações europeias e africanas vizinhas em exigir a paz enquanto continuavam a apoiar diplomaticamente Ruanda, com vários manifestantes chamando-os de cúmplices da violência e da crise humanitária.
Durante as manifestações, foram atacadas várias instalações diplomáticas em Quinxassa. Os danos mais significativos ocorreram nas embaixadas da França, Ruanda e Bélgica, onde os manifestantes se envolveram em atos de vandalismo e incêndio criminoso, ateando fogo em partes dos complexos diplomáticos. As missões diplomáticas do Quênia e de Uganda também foram alvejadas. Os manifestantes queimaram pneus nas ruas e se envolveram em confrontos diretos com as forças de segurança. Em um alerta de segurança, a embaixada estadunidense no Congo-Quinxassa relatou que grandes multidões estavam atirando pedras, atacando veículos, montando bloqueios de estradas e ateando pequenos incêndios em meio à desordem.
Além disso, mercados e supermercados locais foram saqueados por toda a cidade.
Em 3 de fevereiro a cidade de Quinxassa ainda encontrava-se em estado de paralisia e em 10 de fevereiro havia sido reportado que os protestos haviam arrefecido.

## Resposta
As autoridades policiais responderam à situação lançando gás lacrimogêneo e disparando tiros de advertência para dispersar a multidão. O Ministro das Comunicações da República Democrática do Congo, Patrick Muyaya Katembwe, abordou a situação na televisão nacional, pedindo manifestações pacíficas e instando aos manifestantes que respeitassem a infraestrutura diplomática.
A Embaixada dos Estados Unidos emitiu orientações aos seus cidadãos, recomendando que se abrigassem no local antes de buscar uma saída segura do país enquanto as opções de viagens comerciais permanecessem disponíveis. A embaixada alertou especificamente sobre potenciais bloqueios de estradas e protestos que afetam as rotas para os aeroportos.

## Reações
A União Europeia emitiu uma condenação formal dos ataques às embaixadas, com um porta-voz do Alto Representante da União para os Negócios Estrangeiros e a Política de Segurança, Kaja Kallas, enfatizando a necessidade de proteger as missões diplomáticas ao abrigo da Convenção de Viena sobre Relações Diplomáticas. O Ministro dos Negócios Estrangeiros da França, Jean-Noël Barrot, abordou especificamente o ataque à embaixada da França, declarando as ações "inaceitáveis" e assegurando que medidas estavam sendo implementadas para proteger o pessoal diplomático e os cidadãos.
O Primeiro Secretário de Gabinete do Quênia e Ministro de Relações Exteriores e Diáspora, Musalia Mudavadi, emitiu uma declaração expressando profunda preocupação com os ataques aos escritórios e pessoal de suas embaixadas, caracterizando os incidentes como graves violações do direito internacional.